# Nadja Mchantaf
Nadja Mchantaf (* in Husum) ist eine deutsche Opern- und Konzertsängerin (Sopran).

## Leben
Nadja Mchantaf absolvierte eine 10-jährige Tanzausbildung, wobei sie als norddeutsche Meisterin im Turniertanz hervorging, und begann nach dem Abitur ihr Gesangsstudium an der Hochschule für Musik und Theater „Felix Mendelssohn Bartholdy“ Leipzig.
Schon während ihres Studiums gastierte sie an der Oper Leipzig, im Gewandhaus in Leipzig und beim Bachfest Leipzig. Direkt nach dem Examen trat sie ihr Engagement an der Semperoper in Dresden an und sang unter anderem die Titelpartie in der Dresdner Uraufführung von Hans Werner Henzes Musiktheaterstück Gisela!, das dessen letzte Komposition war. Mit dieser Rolle wurde sie als Nachwuchskünstlerin nominiert. Weiter war sie dort als Pamina Die Zauberflöte, Musetta La Bohème, Micaëla Carmen, Servilia La clemenza di Tito, Gretel Hänsel und Gretel, Prinzessin Eudoxie La Juive, Ännchen Der Freischütz, Valencienne Die lustige Witwe, Lucilla Il tutore, Lidotschka Moskau, Tscherjomuschki und Morgana Alcina zu hören. In der Premiere von L’elisir d’amore unter Riccardo Frizza sang sie die Adina und unter Christian Thielemann die 5. Magd Elektra. Diese Produktion ist als CD bei Deutsche Grammophon Gesellschaft erschienen.
Später holte Barrie Kosky Nadja Mchantaf an die Komische Oper Berlin, wo sie als Tamiri in Mozarts Il re pastore debütierte. Daraufhin wurde sie für die Titelpartie der Cendrillon von Massenet engagiert, mit der sie unter der Regie von Damiano Michieletto und der musikalischen Leitung von GMD Henrik Nánási einen großen Erfolg feierte. Außerdem sang sie in der Inszenierung von Barrie Kosky unter der Leitung von Jordan de Souza in Claude Debussys Pelléas et Mélisande die Titelpartie. An der KOB debütierte Nadja Mchantaf als Mimi in Giacomo Puccinis La Bohème, erneut unter Jordan de Souza und in der Regie von Barrie Kosky.
Weitere Partien an der KOB waren bislang Tatjana in Tschaikowskis Eugen Onegin, die Titelrolle in Dvořáks Rusalka, Erinice in Rameaus Zoroastre, Micaëla in Bizets Carmen und das Kind in L’enfant et les sortilèges. Weiter interpretierte sie unter der Leitung von Ainārs Rubiķis den Liederzyklus Shéhérazade von Maurice Ravel, die Donna Anna in Mozarts Don Giovanni sowie die Saffi in Der Zigeunerbaron von Johann Strauss sowie die Jenny in Brecht/Weills Aufstieg und Fall der Stadt Mahagonny. In der Regie von Damiano Michieletto gab Nadja Mchantaf ihr Rollendebüt als Euridice in Glucks Orfeo ed Euridice. Weiter übernahm sie die Fiordiligi in Così fan tutte, dirigiert von Katharina Müllner., sowie die Contessa in Le Nozze di Figaro. In Axel Ranischs Inszenierung von Georg Friedrich Händels Saul, der letzten Produktion vor dem Umbau der Komischen Oper, sang Nadja Mchantaf die Michal. Sie gehörte von 2016 bis einschließlich der Saison 2024/25 dem Ensemble der Komischen Oper an.
Gastspiele führten sie ans Teatro La Fenice in Venedig und an das Teatro dell’Opera di Roma, wo sie unter der Regie von Damiano Michieletto die Hanna Glawari in Franz Lehars Die lustige Witwe interpretierte, zudem an die Staatsoper Stuttgart, an das Opernhaus Graz, an die Oper Frankfurt. Im Teatro Regio di Parma interpretierte sie erneut die Jenny in Aufstieg und Fall der Stadt Mahagonny. Die Contessa in Le Nozze di Figaro interpretierte sie beim Edinburgh Festival, die Euridice in Glucks Orfeo beim Festival dei Due Mondi in Spoleto. "Nadja Mchantaf sang mit den Berliner Symphonikern, mit den Hamburger Symphonikern, mit dem Shanghai Symphony Orchestra sowie beim Beijing Music Festival und mit dem Orquestra Gulbenkian das Neujahrskonzert unter der Leitung von Frédéric Chaslin. Jüngst sang Nadja Mchantaf zusammen mit Concerto Köln, der Dresdner Philharmonie (beide Orchester mit historischen Instrumenten) dirigiert von Kent Nagano die Freia in Richard Wagners Das Rheingold. Die Saffi singt Nadja Mcchantaf in Johann Strauß' Neufassung von Der Zigeunerbaron mit dem Titel Das Lied vom Rand der Welt oder Der "Zigeunerbaron" zusammen
mit u. a.  Tobias Moretti derzeit in Wien mit dem verstärkten Ensemble Franui, Regie: Nuran David Calis

## Diskografie (Auswahl)
- Richard Strauss, Elektra, 5. Magd, Sächsische Staatskapelle Dresden, Leitung: Christian Thielemann (Deutsche Grammophon 0289479 33878)
- Richard Heuberger, Der Opernball, Angèle Aubier, Grazer Philharmonisches Orchester, Leitung: Marius Burkert (cpo 555070-2)